# Granja (Boticas)
Granja é uma localidade portuguesa do Município de Boticas que foi sede da extinta Freguesia de Granja, freguesia que tinha 8,75 km² de área e 230 habitantes (2011), e, por isso, uma densidade populacional de 26,3 hab/km².
A Freguesia de Granja foi extinta em 2013, no âmbito de uma reforma administrativa nacional, tendo sido agregada à freguesia de Boticas, para formar uma nova freguesia denominada Boticas e Granja com a sede em Boticas.

## População
| Número de habitantes | Número de habitantes | Número de habitantes | Número de habitantes | Número de habitantes | Número de habitantes | Número de habitantes | Número de habitantes | Número de habitantes | Número de habitantes | Número de habitantes | Número de habitantes | Número de habitantes | Número de habitantes | Número de habitantes |
| -------------------- | -------------------- | -------------------- | -------------------- | -------------------- | -------------------- | -------------------- | -------------------- | -------------------- | -------------------- | -------------------- | -------------------- | -------------------- | -------------------- | -------------------- |
| 1864                 | 1878                 | 1890                 | 1900                 | 1911                 | 1920                 | 1930                 | 1940                 | 1950                 | 1960                 | 1970                 | 1981                 | 1991                 | 2001                 | 2011                 |
| 409                  | 448                  | 421                  | 490                  | 457                  | 395                  | 440                  | 439                  | 513                  | 445                  | 575                  | 347                  | 341                  | 266                  | 230                  |

(Obs.: Número de habitantes "residentes", ou seja, que tinham a residência oficial neste concelho à data em que os censos  se realizaram.)
| Distribuição da População por Grupos Etários em 2001 e 2011 | Distribuição da População por Grupos Etários em 2001 e 2011 | Distribuição da População por Grupos Etários em 2001 e 2011 | Distribuição da População por Grupos Etários em 2001 e 2011 | Distribuição da População por Grupos Etários em 2001 e 2011 | Distribuição da População por Grupos Etários em 2001 e 2011 | Distribuição da População por Grupos Etários em 2001 e 2011 | Distribuição da População por Grupos Etários em 2001 e 2011 | Distribuição da População por Grupos Etários em 2001 e 2011 | Distribuição da População por Grupos Etários em 2001 e 2011 |
| ----------------------------------------------------------- | ----------------------------------------------------------- | ----------------------------------------------------------- | ----------------------------------------------------------- | ----------------------------------------------------------- | ----------------------------------------------------------- | ----------------------------------------------------------- | ----------------------------------------------------------- | ----------------------------------------------------------- | ----------------------------------------------------------- |
| Idade                                                       | 0-14                                                        | 15-24                                                       | 25-64                                                       | > 65                                                        |                                                             | 0-14                                                        | 15-24                                                       | 25-64                                                       | > 65                                                        |
| 2001                                                        | 38                                                          | 29                                                          | 147                                                         | 52                                                          |                                                             | 14,3%                                                       | 10,9%                                                       | 55,3%                                                       | 19,5%                                                       |
| 2011                                                        | 19                                                          | 19                                                          | 127                                                         | 65                                                          |                                                             | 8,3%                                                        | 8,3%                                                        | 55,2%                                                       | 28,3%                                                       |

## Património
- Igreja Paroquial da Granja;
- Castro de Cabeço